# Audaux
Audaux ist eine französische Gemeinde mit 168 Einwohnern (Stand 1. Januar 2022) im Département Pyrénées-Atlantiques in der Region Nouvelle-Aquitaine (vor 2016: Aquitanien). Die Gemeinde gehört zum Arrondissement Oloron-Sainte-Marie und zum Kanton Le Cœur de Béarn (bis 2015: Kanton Navarrenx).

## Geographie
Audaux liegt ca. 28 km nordwestlich von Oloron-Sainte-Marie im Béarn.
Umgeben wird der Ort von den Nachbargemeinden:
|                  | Castetbon Loubieng                          |         |
| Ossenx Araujuzon | Kompassrose, die auf Nachbargemeinden zeigt | Bugnein |
| Araux            | Viellenave-de-Navarrenx                     |         |

Audaux liegt im Einzugsgebiet des Flusses Adour am rechten Ufer des Gave d’Oloron, ein Zufluss des Gave de Pau. Folgende Nebenflüsse des Gave d’Oloron durchqueren das Ortsgebiet:
- der Saleys und sein Zufluss, der Herré,
- beide Bäche, genannt Ruisseau les Barthes,
- der Ruisseau de Labaigt und sein Zufluss, der Ruisseau Gouarin,
- der Riu Bielh.[1]

## Geschichte
Auf der höchsten Erhebung des Ortes, am Weiler Coos, belegt ein ehemaliges frühgeschichtliches Lager, fälschlicherweise Camp des Maures genannt, eine frühe Besiedelung.
Die Ursprünge des Lehnswesens in Audaux gehen auf das 10. Jahrhundert zurück. Der Ort wurde wahrscheinlich durch eine Burg geschützt, die auf einem aufgeschütteten Hügel thronte, umgeben von Ringmauer und Graben. Dieser Schutz zog viele Menschen an, und so gab es gegen Ende des Mittelalters viele Handwerker, z. B. Glockengießer, Schuhmacher, Kupferschmiede. Bei einem Zensus im Jahr 1385 wurden beachtliche 84 Haushalte gezählt und vermerkt, dass die Gemeinde in der Bailliage des Markgrafen von Gassion liegt.
Paul Raymond, Archivar und Historiker des 19. Jahrhunderts, notierte die erstmalige Erwähnung von Audaux unter dem Namen Aldaus im 11. Jahrhundert laut Pierre de Marcas Buch Histoire de Béarn. Der Ort wurde im weiteren Verlauf 1178 unter dem Namen Audaus erwähnt, auf der Karte von Cassini 1750 unter dem heutigen Namen eingetragen, während der Französischen Revolution 1801 als Andaux geführt.
Wie viele andere Orte im Béarn, so litt auch Audaux unter den Folgen der Hugenottenkriege. Im Jahre 1569 wurden die Burg und die Kirche zerstört, im 17. Jahrhundert wieder aufgebaut, in den folgenden Jahrhunderten weiter umgebaut.

### Einwohnerentwicklung
Nach dem Höhepunkt von 457 Einwohnern in der Mitte des 18. Jahrhunderts ist die Zahl bis heute mit leichten Ausschlägen nach oben, wie z. B. in den 1950er Jahren, um insgesamt mehr als 60 % gesunken.
| Jahr      | 1962 | 1968 | 1975 | 1982 | 1990 | 1999 | 2006 | 2009 | 2014 |
| --------- | ---- | ---- | ---- | ---- | ---- | ---- | ---- | ---- | ---- |
| Einwohner | 244  | 270  | 264  | 215  | 203  | 220  | 196  | 198  | 172  |

## Kultur und Sehenswürdigkeiten
Seit 1991 findet jedes Jahr am dritten Wochenende im Juli eine Montgolfiade am Schloss statt.

### Bauwerke

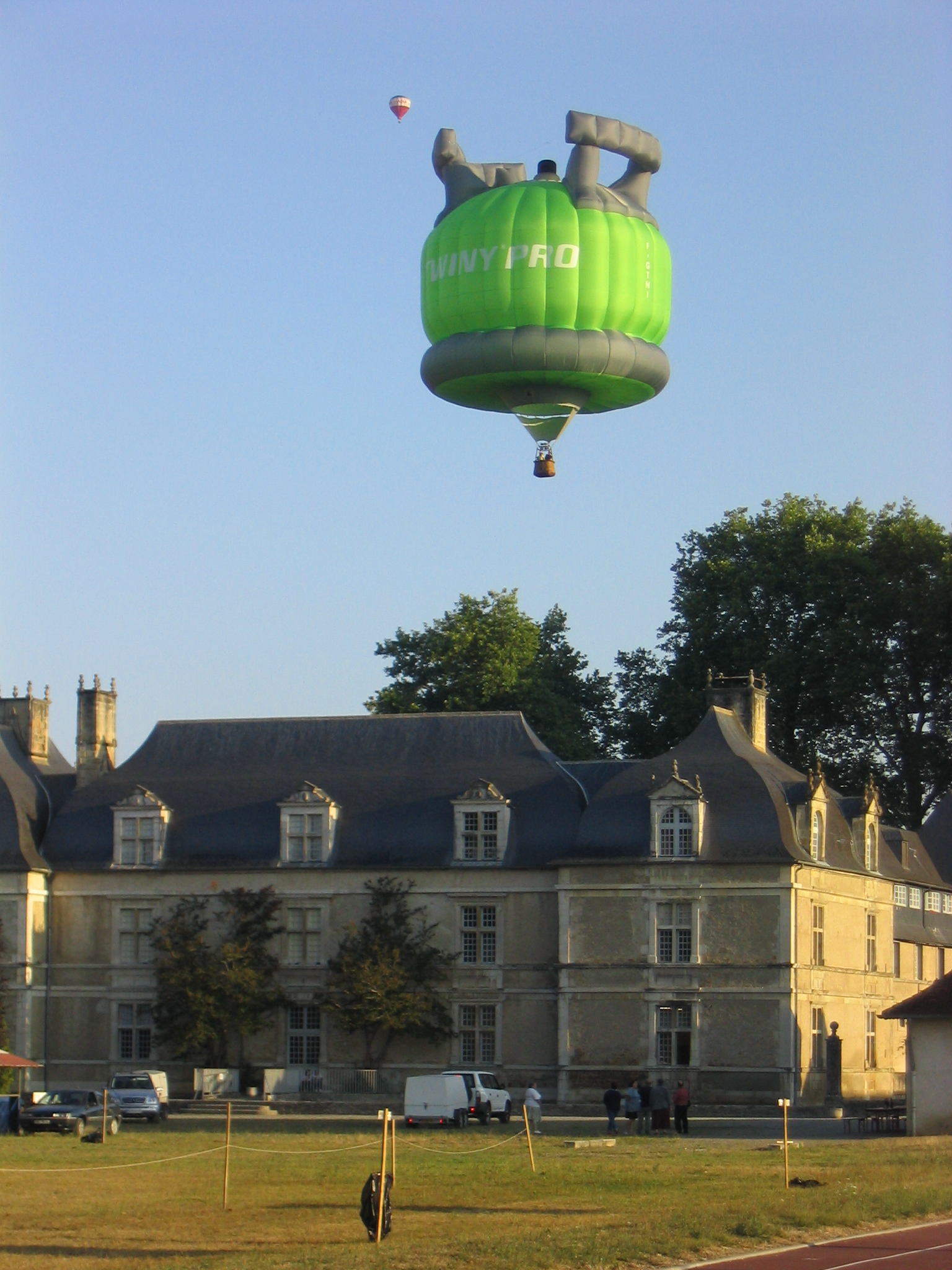
Montgolfiade am Schloss von Audaux

- Schloss von Audaux. Das aus Stein gebaute Schloss wurde 1423 das erste Mal erwähnt. Françoise d’Audaux heiratete im 16. Jahrhundert Jean de Gontaut, einen Leutnant des französischen Königs im Périgord. Ihr Sohn, Armand de Gontaut, konvertierte zum Protestantismus und wurde von Johanna III., Königin von Navarra, zum Generalleutnant, später zum Seneschall vom Béarn ernannt. 1568 wechselte er das Lager erneut, weil er sich gegen die Verwüstung von Kirchen durch die protestantischen Truppen stellte, und schloss sich Baron de Terride an, der vom König den Auftrag hatte, das Béarn für die katholische Partei einzunehmen. Nach der erfolglosen Belagerung von Navarrenx im Jahre 1569 zog Baron de Terride ab, um Orthez einzunehmen. Die protestantische Armee folgte den katholischen Truppen, und auf dem Weg nach Orthez verwüstete sie Audaux und das Schloss. Nach dem Tod Armands im Jahre 1592 wurde das Schloss teilweise im Renaissance-Stil wieder aufgebaut. Aus dieser Zeit stammen die Kreuzstockfenster im Innenhof. Im Jahre 1650 erwarb Jean de Gassion, Präsident des Parlaments von Navarra, das Lehen von Audaux und somit auch das Schloss. Einige Jahre später führte sein Sohn Restaurierung und Umbau des Schlosses durch, die ihm sein heutiges Aussehen im barocken Stil mit Hauptwohnhaus und den beiden Seitenflügeln verliehen. Das Schloss beherbergt seit 1945 mehrere private Lehreinrichtungen.[8][9]

- Kirche von Audaux. Nachdem die Kirche im Hugenottenkrieg durch protestantische Truppen 1569 zerstört worden war, ist sie 1667 restauriert und vergrößert worden, wie an einer Inschrift über dem Eingang abzulesen ist. Er präsentiert sich im barocken Stil mit einem Frontgiebel, der von einem glatten Medaillon unterbrochen ist und einem darüber angebrachten steinernen Kreuz. Anders als die sonst glatte Fassade des Gotteshauses ist der Glockenturm mit einem Natursteinmauerwerk versehen. Der Altaraufsatz im barocken Stil stammt aus dem 17. Jahrhundert.[10][11]

## Wirtschaft und Infrastruktur
Audaux liegt in den Zonen AOC des Ossau-Iraty, ein traditionell hergestellter Schnittkäse aus Schafmilch, sowie der Schweinerasse und des Schinkens „Kintoa“.

### Verkehr
Audaux wird durchquert von den Routes départementales 27, 427 und 947, der ehemaligen Route nationale 647, und ist über eine Linie des Busnetzes Transports 64 mit Orthez und Navarrenx und damit anderen Gemeinden des Départements verbunden.

## Persönlichkeiten
- Isaac de Portau (1617–nach 1643), genannt Porthos, ist die Vorlage für Alexandre Dumas zu seiner gleichnamigen fiktiven Figur in seinem Roman Die drei Musketiere. Als Spross einer protestantischen Familie aus Audaux ist er am 2. Februar 1617 in Pau geboren und war Musketier in der Garde des französischen Königs.